# Zolling (Bawaria)
Zolling – miejscowość i gmina w Niemczech, w kraju związkowym Bawaria, w rejencji Górna Bawaria, w regionie Monachium, w powiecie Freising, siedziba wspólnoty administracyjnej Zolling. Leży około 6 km na północ od Freising, nad rzeką Amper, przy drodze B301.

## Dzielnice
Dzielnicami w gminie są: Abersberg, Anglberg, Flitzing, Eichenhof, Gerlhausen, Haarland, Hacklschwaig, Hartshausen, Haun, Holzen, Kratzerimbach, Moos, Moosmühle, Oberappersdorf, Oberzolling, Ölpersberg, Osterimbach, Palzing, Siechendorf, Thann, Unterappersdorf, Willertshausen i Walkertshausen.

## Demografia
Dane o ludności z 31 grudnia 2008:
| Opis                                | Ogółem | Ogółem | Kobiety | Kobiety | Mężczyźni | Mężczyźni |
| ----------------------------------- | ------ | ------ | ------- | ------- | --------- | --------- |
| Jednostka                           | osób   | %      | osób    | %       | osób      | %         |
| Populacja                           | 4202   | 100    | 2149    | 51,14   | 2053      | 48,86     |
| Wiek przedprodukcyjny (0–17 lat)    | 852    | 20,28  | 417     | 9,92    | 435       | 10,35     |
| Wiek produkcyjny (18–65 lat)        | 2704   | 64,35  | 1373    | 32,67   | 1331      | 31,68     |
| Wiek poprodukcyjny (powyżej 65 lat) | 646    | 15,37  | 359     | 8,54    | 287       | 6,83      |

## Polityka
Wójtem gminy jest Maximilian Riegler, rada gminy składa się z 16 osób.
|      | CSU | SPD | UBS | ÜWG | Razem |
| 2008 | 7   | 1   | 4   | 4   | 16    |
| 2002 | 6   | 1   | 4   | 5   | 16    |